# Écloserie

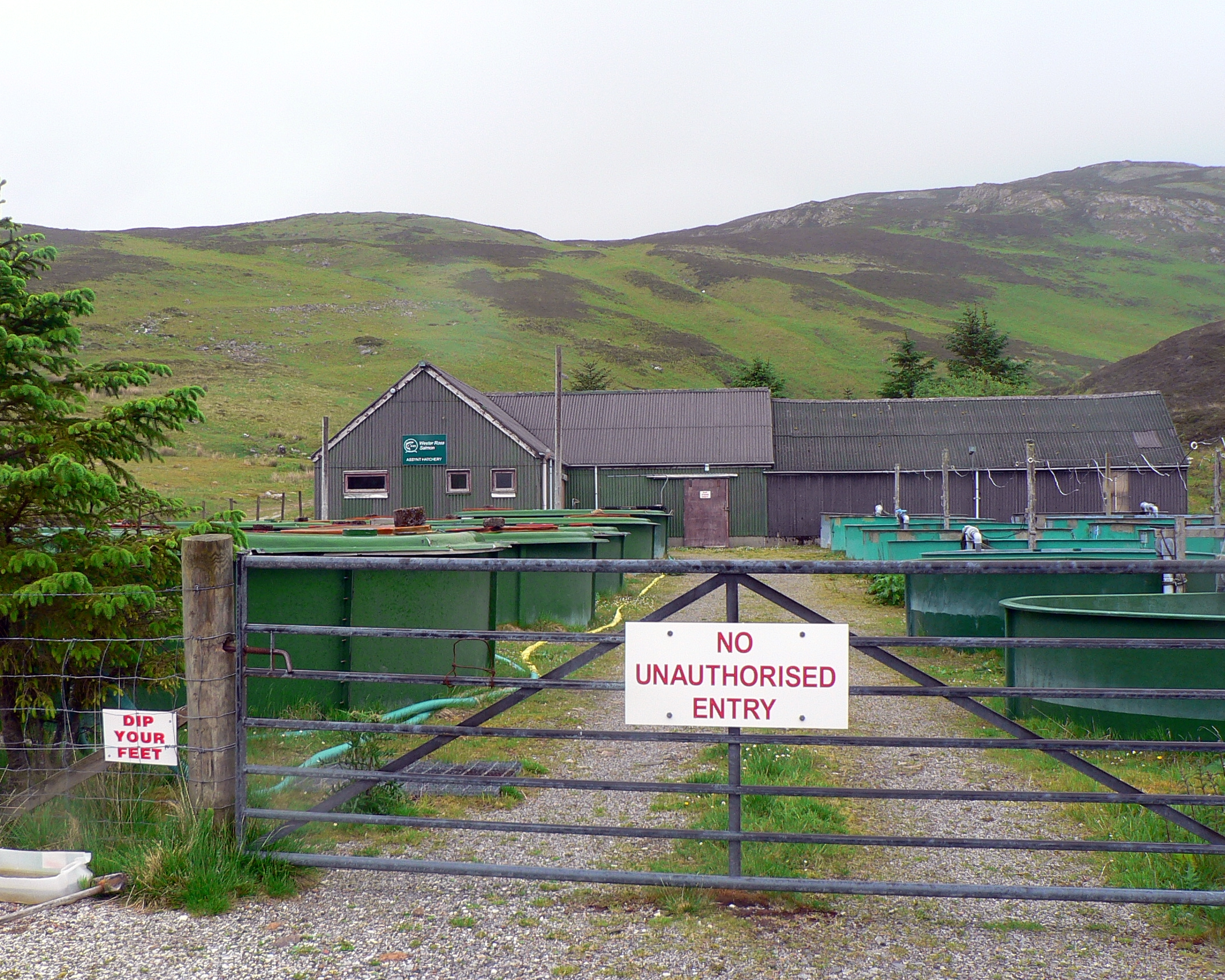
Écloserie de saumon.

En aquaculture, une écloserie est une installation destinée à produire des œufs et des larves ou alevins, notamment de poissons, de crustacés et de mollusques. Elle permet de vendre à des ostréiculteurs des naissains d'huîtres appropriés à leurs besoins.

## Écloserie de poissons
Certaines écloseries produisent des huîtres triploïdes qui représentaient en 2009 environ 30 % des huîtres vendues en France[réf. nécessaire], 50 % en 2014 selon le Syndicat conchylicole national.
Même si le terme est à l'origine réservé à l'aquaculture, on parle également d'écloserie pour les installations productrices d'œufs de volailles destinés à éclore.